# 麥克斯威爾 (愛荷華州)
麥克斯威爾（英語：Maxwell）是一個位於美國愛荷華州斯托里縣的城市。

## 地理
麥克斯威爾的座標為41°53′25″N 93°23′52″W / 41.89028°N 93.39778°W，而該地的平均海拔高度為269米（即883英尺）。

## 人口
根據2010年美國人口普查的數據，麥克斯威爾的面積為2.87平方千米，當中陸地面積為2.87平方千米，而水域面積為0.00平方千米。當地共有人口920人，而人口密度為每平方千米320人。